# 哈瑪星台湾鉄道館
哈瑪星台湾鉄道館（はませんたいわんてつどうかん）は台湾高雄市鼓山区の駁二芸術特区内に所在する、鉄道模型等を展示する博物館。高雄市立歴史博物館が運営している。

## 概要
鉄道をメインテーマにした台湾初の博物館。アジア最大 のHOゲージジオラマで100年を超える台湾の鉄道の歴史を再現している。2016年6月30日に駁二芸術特区内の蓬莱倉庫群B7、B8倉庫に開館、7月3日より一般公開を開始した。
2年の作業期間中、300人を動員し、製作時間は延べ10,950時間にも及んだ。
なお、哈瑪星の名称は日本統治時代の俗称「濱線」の名残であり、日本語の読みを台湾語の音であてたものを中国語で表記しており、英文表記も台湾語に倣っている。
2019年7月、日本の鉄道博物館で2018年に展示されていた模型や資料が約1年間貸し出された。

## 主な常設展示

### 第一展区(B8倉庫)
動力体験
- 木製レール、鉄製レール上の台車を引っ張ることで摩擦係数の違いを体感できる。
- ピンボールで打った球を盤上のフリッパーを動かし、指定の穴に誘導することで分岐器や転轍機の要素が学べる

### 穿渡
第一展区と第二展区を繋ぐ渡り廊下。客車内インテリアと窓をあしらったディスプレイが配置され、乗車している感覚を体感できる。

### 第二展区(B7倉庫)

#### 1F（常設区）

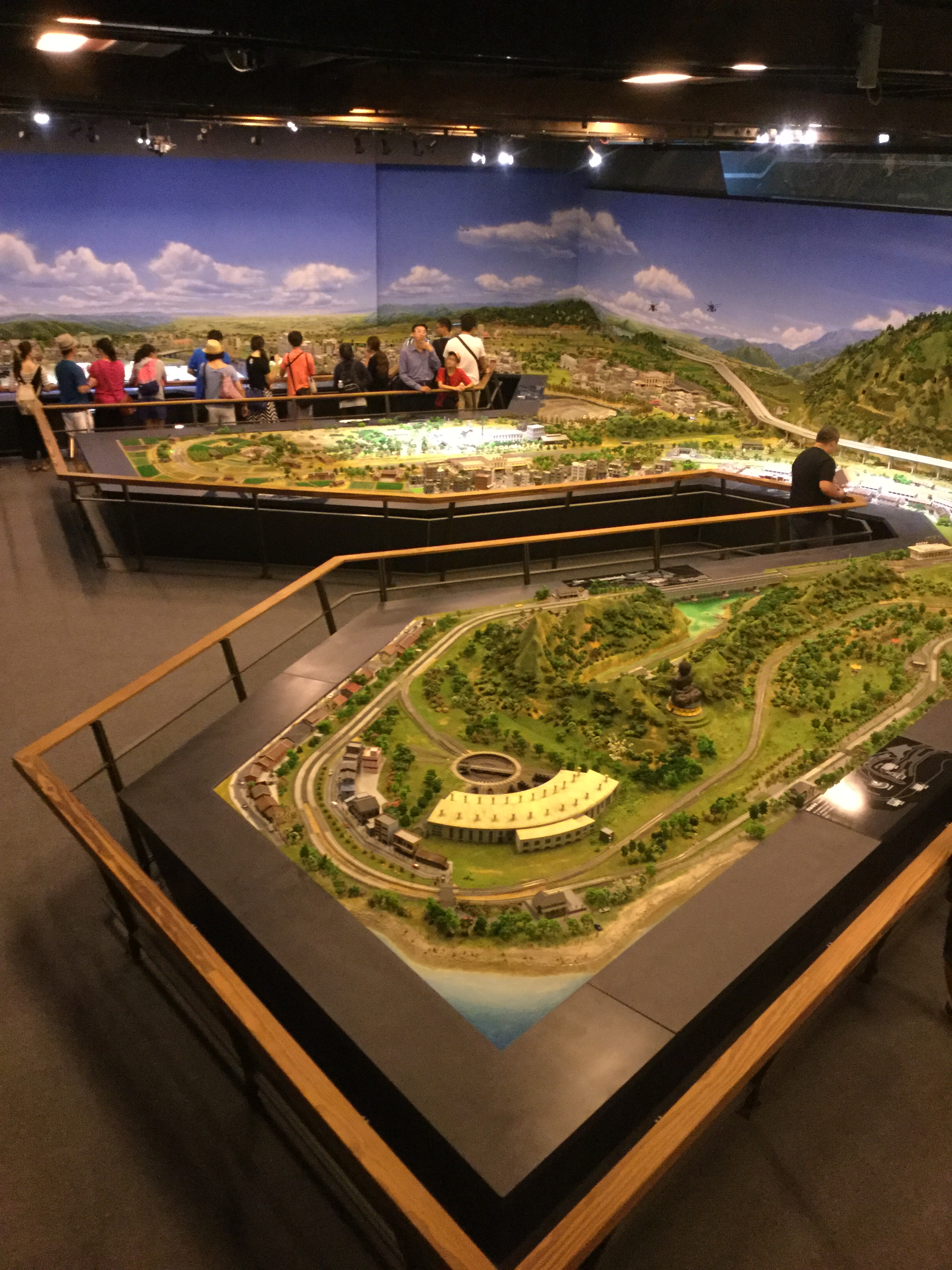
ジオラマ

台湾の鉄道網1083kmを再現したジオラマコーナー。31種類のHOゲージサイズの模型車両が走り回り、照明により朝昼晩の演出がなされている。
アジア最大級を謳うジオラマの線路は全長2km、総面積100坪（約330平方メートル）以上で、
縦貫線を中心に台鉄の4大幹線中心に他の事業者も含め200ヶ所以上の情景が再現されている。
- 車両

| - 台湾総督府鉄道 - 騰雲号 - CT270型蒸気機関車 - CT150型蒸気機関車 - CK120型 - DT580型蒸気機関車 - DT650型蒸気機関車 - DT250型蒸気機関車 - 台湾鉄路管理局 - R20型 - R100型 - S300型 - E1000型 - 台湾鉄路管理局E200型電気機関車 - EMU100型 - EMU700型 - EMU800型 - TEMU1000型 - TEMU2000型 - DR1000型 - DR2200型客車 - DR2700型 - DR3100型 - 阿里山森林鉄路 - 28tSHAY型蒸気機関車 - 28tディーゼル機関車 - 中興号 | - 台湾高速鉄道 - 台湾高速鉄道700T型電車 - 台塩公司（台湾塩業鉄道） - 塩鉄8tディーゼル機関車（加藤製作所） - 高雄捷運 - 高雄捷運Urbos電車（LRT） - 高雄捷運高運量電車（MRT） - 台陽礦業（台湾礦業鉄道、現平渓線） - 電気機関車「独眼小僧」 - 台湾糖業鉄道 - ディーマ型ディーゼル機関車 - 勝利号 - 風景・建築物 - ゾーン1：高雄 - 高雄港と高雄港駅、高雄駅（旧駅舎）、美麗島駅 - ゾーン2：台南・嘉義 - 台南駅、嘉義製材所と阿里山森林鉄路、糖業鉄路、塩田と塩業鉄路 - ゾーン3：雲林・彰化 - 集集線 - ソーン4：海線・木造駅舎 - 彰化駅と扇形車庫、八卦山と大仏、追分駅、海岸線と風力発電 - ソーン5：山線・トンネルと橋梁 - 台中駅（2代目駅舎）、旧山線と龍騰断橋 - ソーン6：新竹・台北 - 新竹駅、台北南門、中華商場 - ソーン7：基隆 - 基隆駅旧駅舎 - ソーン8：平渓支線 - 平渓線とランタン、菁桐炭鉱 - ソーン9：宜蘭・北廻線 - ソーン10：南廻線 - 多良駅、熱気球、下淡水渓鉄橋 |

#### 2F（特展区）

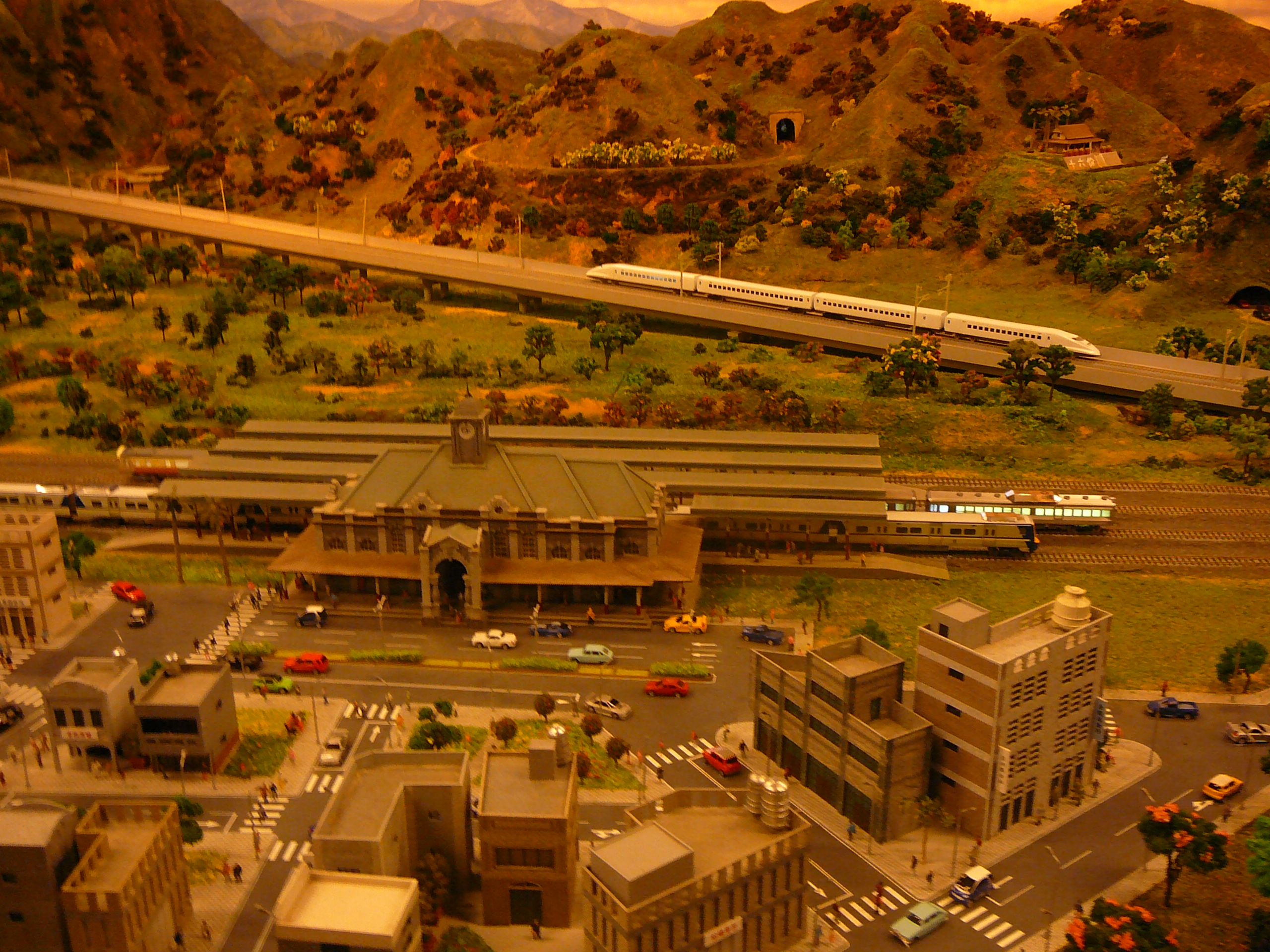
1F常設区ゾーン6（新竹駅と台湾高速鉄道）

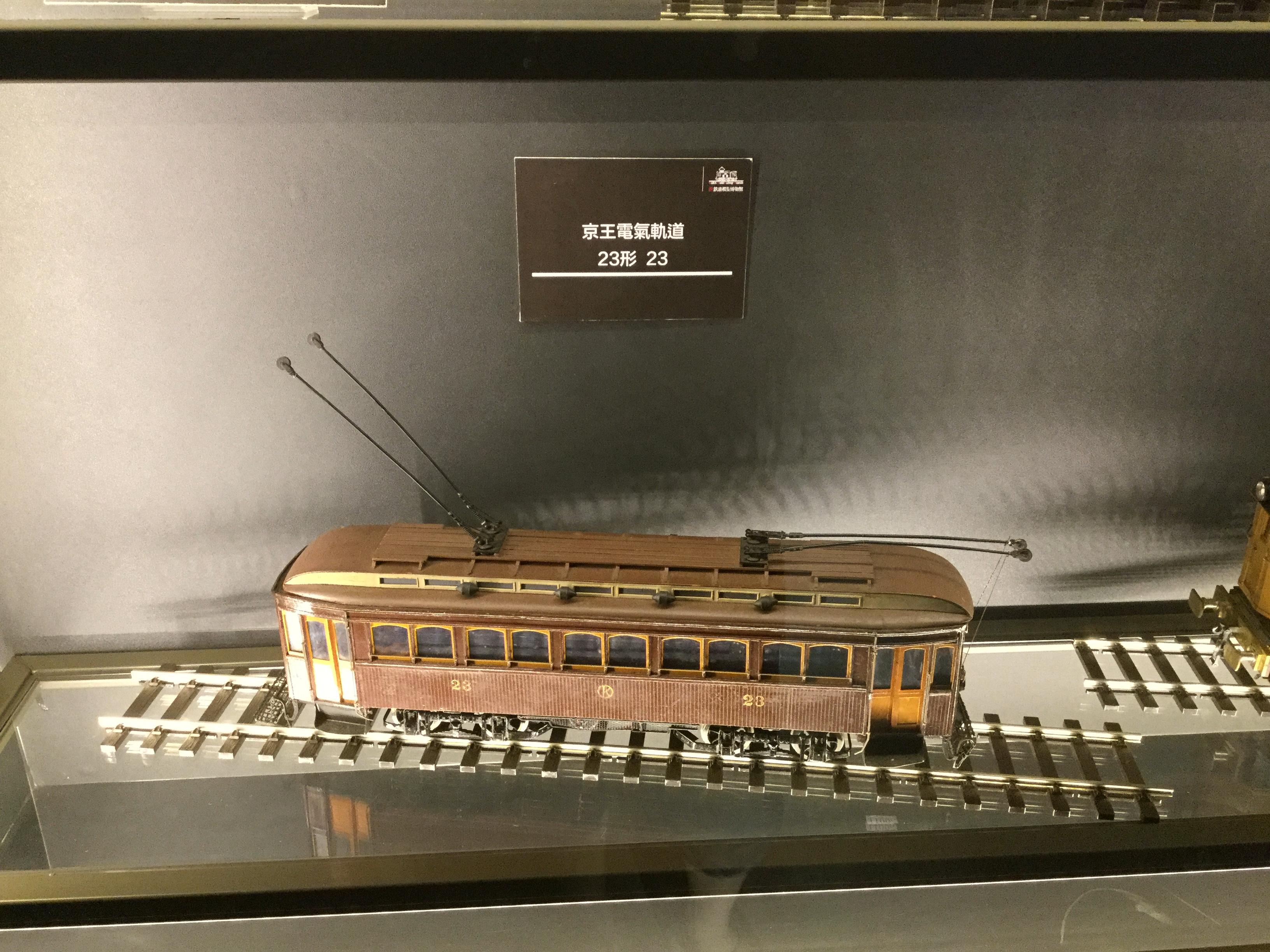
2F特展区、原鉄道模型博物館所蔵の京王電軌23形（2016年）

特設展スペース。開幕記念として2017年6月末までの1年間は横浜市の原鉄道模型博物館の協力で同館の収蔵模型を空輸、展示していた。

### 展示スペース以外の施設

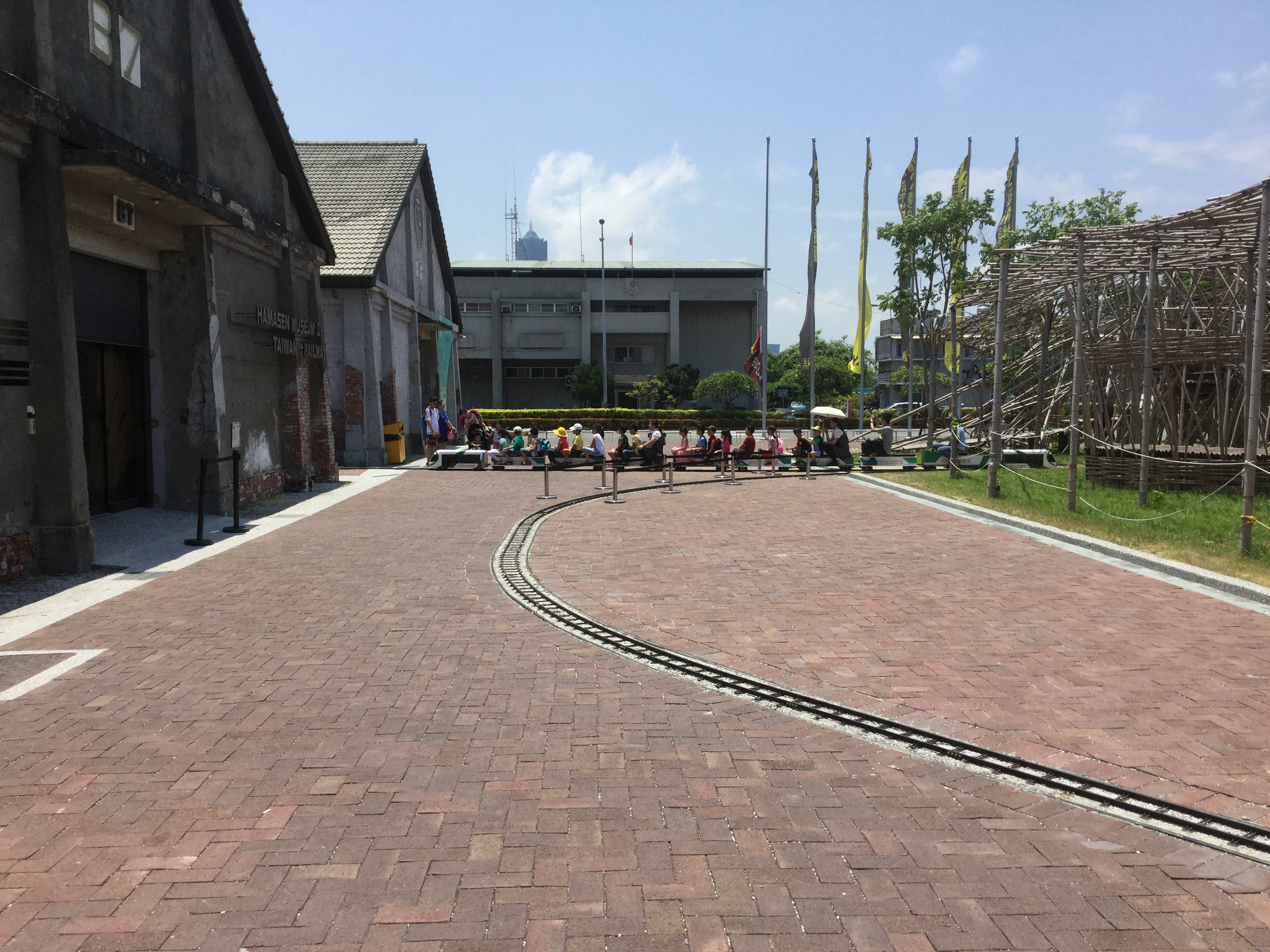
高雄LRTのミニ列車

- 哈瑪星駁二線 - 倉庫周辺を周回する5インチゲージのミニ列車に乗車できる。
  - ミニSL
    - DT650型蒸気機関車 - 期間限定で実際に石炭蒸気で走行。

  - ミニ電車
    - 高雄ライトレール列車
    - CT688型蒸気機関車（動力は電気）
    - BR24型蒸気機関車（同上）
    - 新幹線N700系電車[8]（同上）

## 利用案内

### 入館料
- 大人：199台湾ドル[3]
- 12歳未満小人・65歳以上：149台湾ドル[9]

窓口および電子チケットで予約可能。

### ミニ列車
- ミニSL：大人199台湾ドル、小人・障害者149台湾ドル
- ミニ電車：大人149台湾ドル、小人・障害者99台湾ドル

### 開館時間及び休館日
1000-20:00（ミニ列車は19:00まで、18:50に乗車券発売終了）、火曜休館

## アクセス

### 高雄捷運
- ■橘線

- 哈瑪星駅2番出口から徒歩2分
- 塩埕埔駅1番出口から徒歩5分

- ■環状軽軌

- 駁二蓬萊駅
- 哈瑪星駅